# 木村飛影
木村 飛影（きむら ひえい、本名同じ、1995年4月12日 - ）は、日本の元子役。東京都葛飾区出身。血液型はAB型。165cm、52kg。

## 人物
- 映画「誰も知らない」には、次男らしい落ち着きの無さ、明るさを是枝裕和監督に買われ出演に至った。舞台挨拶では監督の後ろに隠れたまま顔を見せない恥ずかしがりの一面もあった。
- 好きな食べ物はポテト、サイコロステーキ、煮凝り、餅、稲荷寿司、どん兵衛。
- 嫌いな食べ物は、野菜、果物。
- 「誰も知らない」の劇中で、茂が冷や飯をインスタントそばのつゆに入れて食べる場面は、本人の思いつきである。
- 小学校卒業と同時に芸能活動を引退。進学先の高校では硬式野球部に所属（外野手）。当初は軟式野球部であったが、2013年に硬式野球部に昇格。3年生になった同年夏には主将に就任した[1]。

## 出演

### 映画
- 誰も知らない（2004年）次男：茂 役
- 花よりもなほ（2006年）おとこまえ：健坊 役